# Bohdan Dzjurach
Bohdan Dzjurach (Hirske, 20 marzo 1967) è un vescovo cattolico ucraino, dal 18 febbraio 2021 esarca apostolico di Germania e Scandinavia.

## Biografia
Bohdan Dzjurach è nato il 20 marzo 1967 nel villaggio di Hirske, provincia di Mykolaïv ed arcieparchia di Leopoli degli Ucraini, nella parte occidentale dell'allora Repubblica Socialista Sovietica Ucraina (oggi Ucraina).

### Formazione e ministero sacerdotale
Dopo aver compiuto gli studi primari e quelli secondari, ottenendo il diploma liceale nel 1984, si è iscritto presso l'Istituto di tecnologia alimentare di Leopoli. Dal 1985 al 1987 ha poi prestato servizio nelle Forze armate dell'Ucraina. Sentendo maturare la vocazione al sacerdozio, nel 1990 è entrato nel Seminario diocesano di Drohobyč, iscrivendosi al gruppo di formazione intensivo. Ha ricevuto l'ordinazione sacerdotale il 17 marzo 1991 per imposizione delle mani di Julijan Voronovs'kyj, M.S.U., vescovo titolare di Deulto ed ausiliare di Leopoli degli Ucraini; si è incardinato, tre giorni prima di compiere ventiquattro anni, come presbitero della medesima arcieparchia. Poco dopo, il 19 agosto dello stesso anno, è entrato nella provincia di Leopoli della Congregazione del Santissimo Redentore, emettendo la professione solenne esattamente quattro anni dopo, il 19 agosto 1995.
Si è poi trasferito a Varsavia, in Polonia, dove ha conseguito il dottorato in teologia. Nel 1998 si è spostato a Strasburgo, in Francia, dove è divenuto prefetto dello studentato redentorista ed ha continuato gli studi fino al 2000, divenendo in seguito assistente spirituale e terminando i corsi di formazione ad Innsbruck, in Austria. Al suo rientro in Patria, ha svolto diversi incarichi pastorali, impegnandosi in attività pedagogiche e didattiche in Ucraina ed all'estero.
Durante il suo ministero a Leopoli, è stato maestro del noviziato redentorista dal 2001, direttore spirituale, vice-parroco e coordinatore per l'assistenza spirituale ai carcerati, collaborando inoltre con i cappellani del Centro di riabilitazione per i bambini affetti da paralisi cerebrale; ha ricoperto tali incarichi fino alla promozione all'episcopato.

### Ministero episcopale
Il 21 dicembre 2005 papa Benedetto XVI ha dato il proprio assenso alla sua elezione canonicamente avvenuta dal Sinodo della Chiesa greco-cattolica ucraina a vescovo ausiliare di Kiev, assegnandogli contestualmente la sede titolare di Vagada; a soli trentotto anni di età, è divenuto uno dei vescovi più giovani del mondo. Ha ricevuto la consacrazione episcopale il 15 febbraio 2006, nella cattedrale di San Giorgio a Leopoli, per imposizione delle mani del cardinale Ljubomyr Huzar, M.S.U., arcivescovo maggiore di Kiev-Halyč, assistito dai co-consacranti monsignori Ihor Voz'njak, C.SS.R., arcieparca metropolita di Leopoli degli Ucraini, e Julian Voronovsky, M.S.U., eparca di Sambir-Drohobyč e che già lo aveva ordinato sacerdote. Nel 2006 è stato anche eletto segretario del Sinodo della Chiesa greco-cattolica ucraina.
Il 28 gennaio 2008 si è recato in Vaticano, assieme agli altri membri della Chiesa greco-cattolica ucraina, per la visita ad limina apostolorum, allo scopo di discutere con il pontefice della situazione e dei problemi relativi all'arcieparchia.
Il 29 luglio 2009 il cardinale Husar, in accordo con il Sinodo, lo ha trasferito all'ufficio di vescovo di Curia degli Ucraini, lasciando quello di ausiliare.
Dal 10 al 24 ottobre 2010 ha preso parte come membro di nomina pontificia all'Assemblea speciale per il Medio Oriente del Sinodo dei vescovi, svoltasi presso la Città del Vaticano, con tema La Chiesa Cattolica nel Medio Oriente: Comunione e testimonianza. "La moltitudine di coloro che erano diventati credenti aveva un cuore solo e un'anima sola" (At 4, 32).
Il 20 febbraio 2015 ha compiuto una seconda visita ad limina.
Il 4 ottobre 2017 il Sinodo dei vescovi della Chiesa greco-cattolica ucraina ha accettato le sue dimissioni dal governo dell'amministrazione della Curia arcivescovile maggiore ed ha nominato come nuovo amministratore padre Andriy Maksymovych. Secondo il Dipartimento per l'informazione, è rimasto comunque segretario del Sinodo e membro della struttura della Curia.
Il 18 febbraio 2021 papa Francesco lo ha nominato, cinquantatreenne, esarca apostolico di Germania e Scandinavia; è succeduto al settantacinquenne Piotr Kryk, dimessosi contestualmente per raggiunti limiti d'età dopo vent'anni di governo pastorale. Ha preso possesso dell'esarcato durante una cerimonia svoltasi presso la cattedrale della Beata Vergine Maria e di Sant'Andrea apostolo a Monaco di Baviera il 18 aprile seguente.

## Genealogia episcopale
La genealogia episcopale è:
- Patriarca Geremia II Tranos
- Arcivescovo Michal Rahoza
- Arcivescovo Hipacy Pociej
- Arcivescovo Iosif Rucki
- Arcivescovo Antin Selava
- Arcivescovo Havryil Kolenda
- Arcivescovo Kyprian Žochovs'kyj
- Arcivescovo Lev Zaleski
- Arcivescovo Jurij Vynnyc'kyj
- Arcivescovo Luka Lev Kiszka
- Vescovo György Bizánczy
- Vescovo Inocențiu Micu-Klein, O.S.B.M.
- Vescovo Mihály Emánuel Olsavszky, O.S.B.M.
- Vescovo Vasilije Božičković, O.S.B.M.
- Vescovo Grigore Maior, O.S.B.M.
- Vescovo Ioan Bob
- Vescovo Samuel Vulcan
- Vescovo Ioan Lemeni
- Arcivescovo Spyrydon Lytvynovyč
- Arcivescovo Josyf Sembratowicz
- Cardinale Sylwester Sembratowicz
- Arcivescovo Julian Kuiłovskyi
- Arcivescovo Andrej Szeptycki, O.S.B.M.
- Cardinale Josyp Ivanovyč Slipyj
- Cardinale Ljubomyr Huzar, M.S.U.
- Vescovo Bohdan Dzjurach, C.SS.R.